# Obi Ikechukwu Charles
Obi Ikechukwu Charles (* 2. Januar 1985) ist ein nigerianischer ehemaliger Fußballspieler.

## Karriere
Obi Ikechukwu Charles spielte bis Ende 2016 beim finnischen Klub PK-35 Vantaa. Wo er vorher gespielt hat, ist unbekannt. Der Verein aus Vantaa spielte in der zweiten finnischen Liga, der Ykkönen. Anfang 2017 wechselte er für sechs Monate nach Malaysia. Hier unterschrieb er einen Vertrag beim Sabah FA. Mit dem Verein aus Sabah spielte er in der zweiten Liga des Landes, der Malaysia Premier League. Im Juli 2007 ging er wieder nach Europa. Hier schloss er sich in Portugal dem in der ersten Liga, der Primeira Liga, spielenden Boavista Porto an. Für den Klub aus Porto absolvierte er drei Erstligaspiele. Am Ende der Saison stieg Porto in die zweite Liga ab. Mitte 2008 verließ er Portugal und ging nach Zypern. Hier unterschrieb er einen Einjahresvertrag bei Doxa Katokopia in Katokopia. Nach Vertragsende unterzeichnete er 2009 einen Vertrag bei KS Flamurtari Vlora. Der Verein aus dem albanischen Vlora spielte in der höchsten Liga des Landes, der Kategoria Superiore. Über den FC Suðuroy, ein Verein auf den Färöer, wechselte er Mitte 2010 nach Asien. In Myanmar nahm ihn der Erstligist Yangon United unter Vertrag. Mit dem Verein aus Rangun spielte er in der ersten Liga, der Myanmar National League. Nach einem Jahr verpflichtete ihn Ligakonkurrent Kanbawza FC. 2011 wurde er mit 18 Toren Torschützenkönig der Liga. 2012 wurde er mit dem Kanbawza FC Vizemeister und stand im Finale des General Aung San Shield. Hier verlor man mit 1:0 gegen Ayeyawady United. 2013 ging er für zwei Jahre zum Zweitligisten UiTM FC nach Shah Alam. Mitte 2015 ging er wieder nach Finnland. Hier schloss er sich dem Helsinkier Drittligisten Atlantis FC an. Im Juli zog es ihn wieder nach Malaysia. Hier spielte er bis Ende 2016 für den Zweitligisten Sime Darby FC in der Malaysia Premier League. Seit Anfang 2017 ist er vertrags- und vereinslos.

## Erfolge
Kanbawza FC
- Myanmar National League 2012 (Vizemeister)
- General Aung San Shield: 2012 (Finalist)

## Auszeichnungen
- Myanmar National League: Torschützenkönig 2011 (18 Tore/Yangon United)